# Upper West Side
O Upper West Side é um distrito no bairro de Manhattan, Nova York, que se situa entre o Central Park e o Rio Hudson e entre a West 59th Street e a West 125th Street. Ele abrange o bairro de Morningside Heights.
Tal como o Upper East Side, o Upper West Side é uma área nobre, essencialmente residencial, com muitos dos seus residentes trabalhando em áreas mais comerciais e no centro financeiro de Manhattan. Embora essas distinções nunca tenham sido regras sem exceções, sendo que agora têm pouco significado, já que no século XXI o bairro passou a ser casa também dos trabalhadores culturais e artísticos de Nova Iorque, enquanto que o Upper East Side é tradicionalmente visto como a casa de grandes comerciantes e empresários. O bairro de renda familiar média do Upper West Side está acima da média de Manhattan.

## Geografia
O Upper West Side é delimitado a sul pela 58th Street, pelo Central Park a leste pelo Rio Hudson a oeste. Sua fronteira norte é um pouco menos definida. Embora historicamente tem sido citada como 110th Street, que limita o distrito ao lado do Central Park, mas às vezes é considerado também a 125th Street, abrangendo Morningside Heights. Isso reflete as mudanças demográficas em Morningside Heights, bem como a tendência de corretores de imóveis para considerarem o Upper West Side na lista das residências do Morningside Heights e apartamentos do Harlem. A área ao norte de West 96th Street e leste da Broadway também é identificada como Manhattan Valley. A área oeste sobreposição de Amsterdam Avenue de Riverside Park já foi conhecida como o Distrito Bloomingdale.
De leste a oeste, as avenidas do Upper West Side são a Riverside Drive (Avenida 12), West End Avenue (Avenida 11), a Broadway, Amsterdam Avenue (Avenida 10), Columbus Avenue (Avenida 9) e Central Park West (Avenida 8). O trecho de 66 quadras da Broadway a espinha dorsal do bairro e funciona diagonalmente, de norte a sul entre as avenidas no extremo sul do bairro e, acima de 72 trechos de ruas paralelas às avenidas. Broadway entra no bairro, na sua junção com Central Park West, em Columbus Circle (58th Street), Columbus Ave atravessa. no Lincoln Square (65th Street), atravessando a Amsterdam Avenue. na Verdi Square (rua 72), e depois funde-se com West End em Straus Park (também conhecida como Bloomingdale Square, na 107th Street).
Morningside Heights, apenas ao oeste do Harlem, é o local da Catedral de Saint John the Divine, Universidade de Columbia (incluindo Barnard College e Teachers College), Bank Street College of Education, do Conselho Nacional de Igrejas, Union Theological Seminary, Manhattan School of Music, professores universitários e Seminário Teológico Judaico da América, assim como o Grant's Tomb e Riverside Igreja.
Tradicionalmente o distrito vai desde a antiga aldeia de Harsenville, centrada na velha Bloomingdale Road (agora Broadway) e Rua 65, ao leste do pátios ferroviários ao longo do rio Hudson. Em seguida, para norte, até 110th Street, onde o chão sobe para Morningside Heights. Com a construção do Lincoln Center, o seu nome, embora talvez não a realidade, foi esticado para sul, até 58th Street. Com a chegada das sedes de empresas e condomínios caros do Time Warner Center, em Columbus Circle, e o Riverside complexo de apartamentos construído do Sul por Donald Trump, a área da 58th Street para 65th Street é cada vez mais referido como Lincoln Square por corretores de imóveis que reconhecem uma tom diferente e ambientação do que tipicamente associados com o Upper West Side. Esta é uma reversão ao nome histórico do distrito.

## Demografia
Segundo o censo nacional de 2020, a sua população é de 224 215 habitantes e seu crescimento populacional na última década foi de 6,2%.
Residentes abaixo de 18 anos de idade representam 14,8%. Foi apurado que 14,8% são hispânicos ou latinos (de qualquer raça), 63,0% são brancos não hispânicos, 6,7% são negros/afro-americanos não hispânicos, 10,4% são asiáticos não hispânicos, 1,0% são de alguma outra raça não hispânica e 4,2% são não hispânicos de duas ou mais raças.
Possui 127 865 residências, um aumento de 4,7% em relação ao censo anterior, onde deste total, 12,4% das unidades habitacionais estão desocupadas. A média de ocupação é de 2,0 pessoas por residência.

## Residências
Os prédios ao longo do Central Park West, em frente ao parque, são alguns dos apartamentos mais desejados em Nova York. A Dakota em 72 St. tem sido o lar de inúmeras celebridades, incluindo John Lennon, Leonard Bernstein e Lauren Bacall. Outros edifícios famosos incluem o CPW em Art Deco do século passado, com Apartamentos (Irwin Chanin, 1931) e The Majestic (em construção) também por Chanin. A San Remo, O Eldorado (300 CPW, com a maior soma de Democrático contribuições para a campanha presidencial de endereço em 2004, a casa de ficção Herman Wouk de Marjorie Morningstar), e O Beresford foram todos concebidos por Emery Roth, que foi de 41 West 96th Street (concluído em 1926).
Sua primeira comissão, a Belle Époque Belleclaire, é na Broadway, enquanto o Normandie moderne disserta sobre Riverside na 86th Street. Ao longo da Broadway estão várias casas Beaux-Arts de apartamentos: A Belnord (1908) - o bloco de frente do qual foi co-denominada em homenagem ao antigo morador do IB Singer, além do Apthorp (1908), The Ansonia (1902), O Dorilton e o Manhasset. Todos são individualmente designados marcos de Nova Iorque.
A curvilínea Riverside Drive também tem muitas casas bonitas da pré-guerra e edifícios de maiores dimensões, incluindo a curva graciosa do edifício de apartamentos O Paterno e o Coliseu (outro edifício de apartamentos) por Schwartz & Gross-116 em St e Riverside Drive. West End Avenue, uma avenida de grande residenciais alinhado com pré-guerra edifícios Beaux-Arts de apartamentos e casas que datam do final do século XIX e início do século XX, está fechado ao tráfego comercial.
A Columbus Avenue norte da 87th Street foi a coluna de grande renovação urbana no período pós-II Guerra Mundial. A Broadway está alinhada com tais prédios de arquitetura notável como o Ansonia, O Apthorp, O Belnord, o Astor Tribunal em construção e a Cornualha, que apresenta uma cornija art nouveau.